# جمعة بن مانع الغويص السويدي
جمعة بن مانع الغويص السويدي شاعر شعبي إماراتي يلقب بشاعر الرئاسة. ومنح جائزة أبو ظبي عام 2013م لما لقصائده من تأثير كبير على الثقافة الإماراتية، لكونها تحتفي بالقيم، وتعبر عن الفخر بروح الاتحاد.

## بداياته
يقول الشاعر جمعة بن مانع الغويص عن نفسه: «أذكر أنني كنت حافظا لشعر والدي، الذي كان يلقي الشعر مباشرة أمام أصدقائه وفي بعض المجالس، وكان هو قدوتي، وكنت أحفظ عنه، وكنت مولعا بالقصيد، ولأن والدي توفي وعمري 13 سنة فإن ذلك جعلني مرهف الحس، ربما لا أشعر بذلك في بعض الأحيان، ولكن هناك أشياء تحركني لا شعوريا، فمثلا عندما ألقي قصيدة أقول مع نفسي «لو كان والدي حيا لأعجب بهذه القصيدة»،
« وأذكر أنه عندما كنت صغيرا وألقيت بعض الأبيات أمامه كان والدي يضحك، ولا أعرف لماذا؟ هل لأنه أعجب بها أو رآها غير ذلك؟»، مشيرا إلى أنه كتب أولى قصائده وسنه لا يتجاوز 14 سنة.

## قصائده
ويقول الغويص إن أشعاره عفوية، مؤكدا أنه كان يكتب من 3 إلى 4 قصائد في اليوم في صباه، إلى ذلك، يقول «كنت أكتب 3 أو 4 قصائد في اليوم، وصحيح أنها كانت ضعيفة في نظري اليوم، ولكنها كانت موزونة وتحمل كل الأساسيات التي يرتكز عليها الشعر». وعن درايته بالقافية وبحور الشعر، يقول الغويص «لا أفهم في القافية ولا أعرف في بحور الشعر ولا أسماءها حتى، وقصائدي عفوية، وتأتي موزونة تماما، ولم يخني الوزن يوما أبدا، وفي نظري ليس ضروريا أن يلم الشاعر ببحور الشعر، بل الناقد هو من يلزمه التمكن من هذا الموضوع حتى يزن القصيدة بأوزانها».
وعن مراجعته لأشعاره، يقول الغويص «أنا من الشعراء الذين لا يراجعون قصائدهم، وأرى قصائدي بشكل مختلف حين تغنى، ومن يغير في قصيدته بناء على رأي ما أظن إلا أنه يخضعها لعملية تجميلية فاشلة، وقصائدي مثل ما تولد أقدمها، فهي خلقة مشاعري ولا يجب أن أغيرها».

## قصائد الشاعر جمعة بن مانع الغويص المغناة
أوبريت ((خليفة والوطن)) و تحوي على ثلاثة قصائد مغناة
- داري علمها : من ألحان محمد الأحمد وغناء ميحد حمد
- البيرق : من غناء عيضة المنهالي
- تجلت بوظبي : من غناء حسين الجسمي
- سيدي الطيار : من غناء ميحد حمد
- نار الحروب : من غناء عيضة المنهالي
- الله يا دار زايد : من غناء ميحد حمد

زعيمنا : من ألحان محمد الأحمد وغناء ميحد حمد
ساحة الميدان : من ألحان محمد الأحمد وغناء عيضة المنهالي
على خليفة سلام : من ألحان محمد الأحمد وأداء فرقة أبوظبي للفنون الاستعراضية
حنا فدا الوطن : من ألحان محمد الأحمد وأداء فرقة أبوظبي للفنون الاستعراضية وقد قدمت في الذكرى الواحد والأربعين لدولة الإمارات العربية المتحدة، وقد شارك الشيخ محمد بن زايد آل نهيان و أولياء العهود والشيوخ بالمشاركة في الأوبريت
قايد وطنا : من ألحان محمد الأحمد وأداء فرقة أبوظبي للفنون الاستعراضية، وقد قدمت في الذكرى الثاني والأربعين لدولة الإمارات العربية المتحدة، والجدير بالذكر أن سمو الشيخ محمد بن زايد آل نهيان و أولياء العهود والشيوخ قد قاموا بالمشاركة في رقصة العيالة، وقد حاز الشاعر بعد الأوبريت على المديح عبر مواقع التواصل الاجتماعي في دولة الإمارات العربية المتحدة.

## من قصائده
قصيدة خصيم الدار
قصيدة يا بنت فلي م الشعر طيات 
قصيدة قايد وطنا